# Lachenalia unicolor
Lachenalia unicolor är en sparrisväxtart som beskrevs av Nikolaus Joseph von Jacquin. Lachenalia unicolor ingår i släktet Lachenalia och familjen sparrisväxter. Inga underarter finns listade i Catalogue of Life.

## Bildgalleri

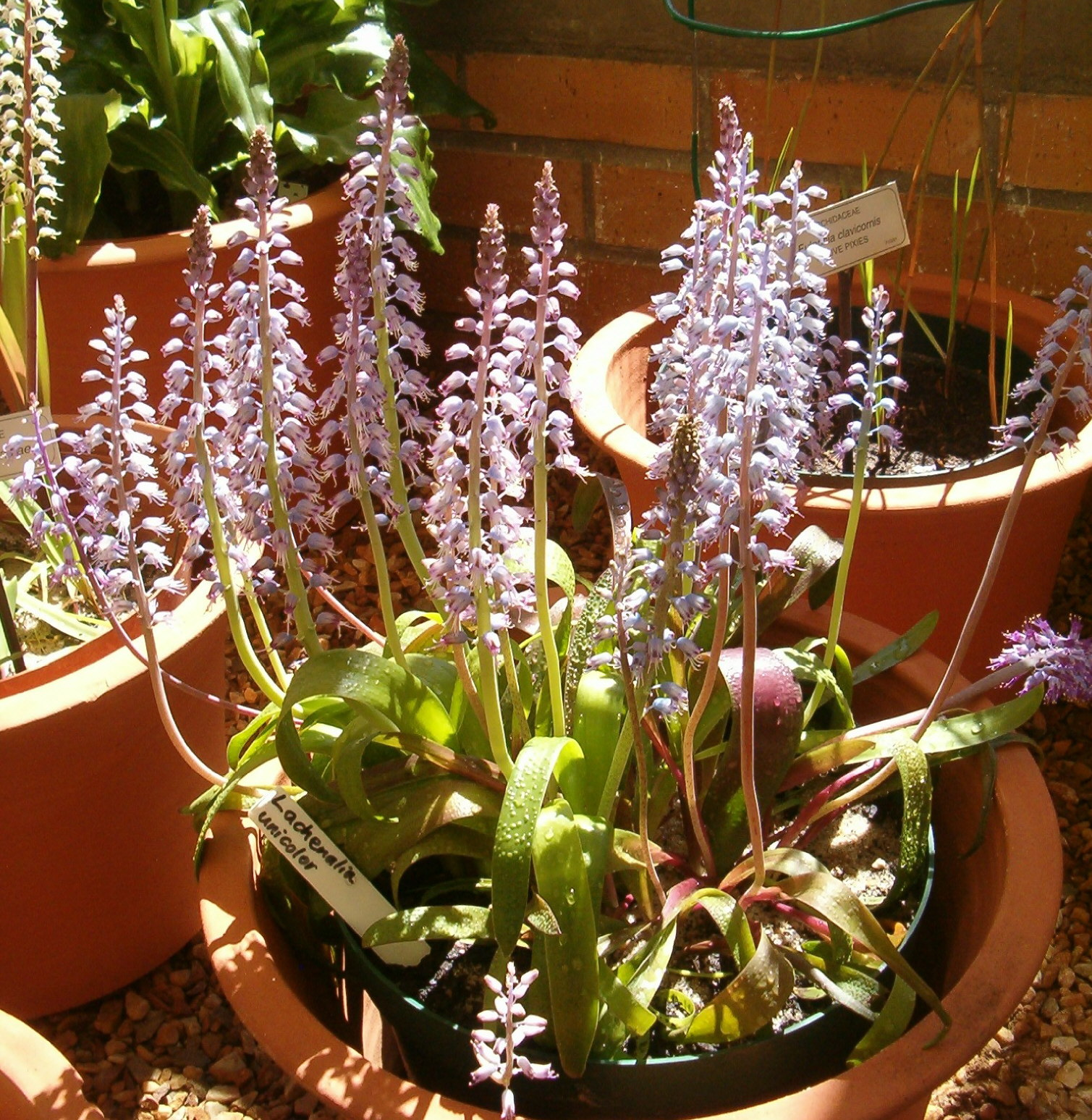
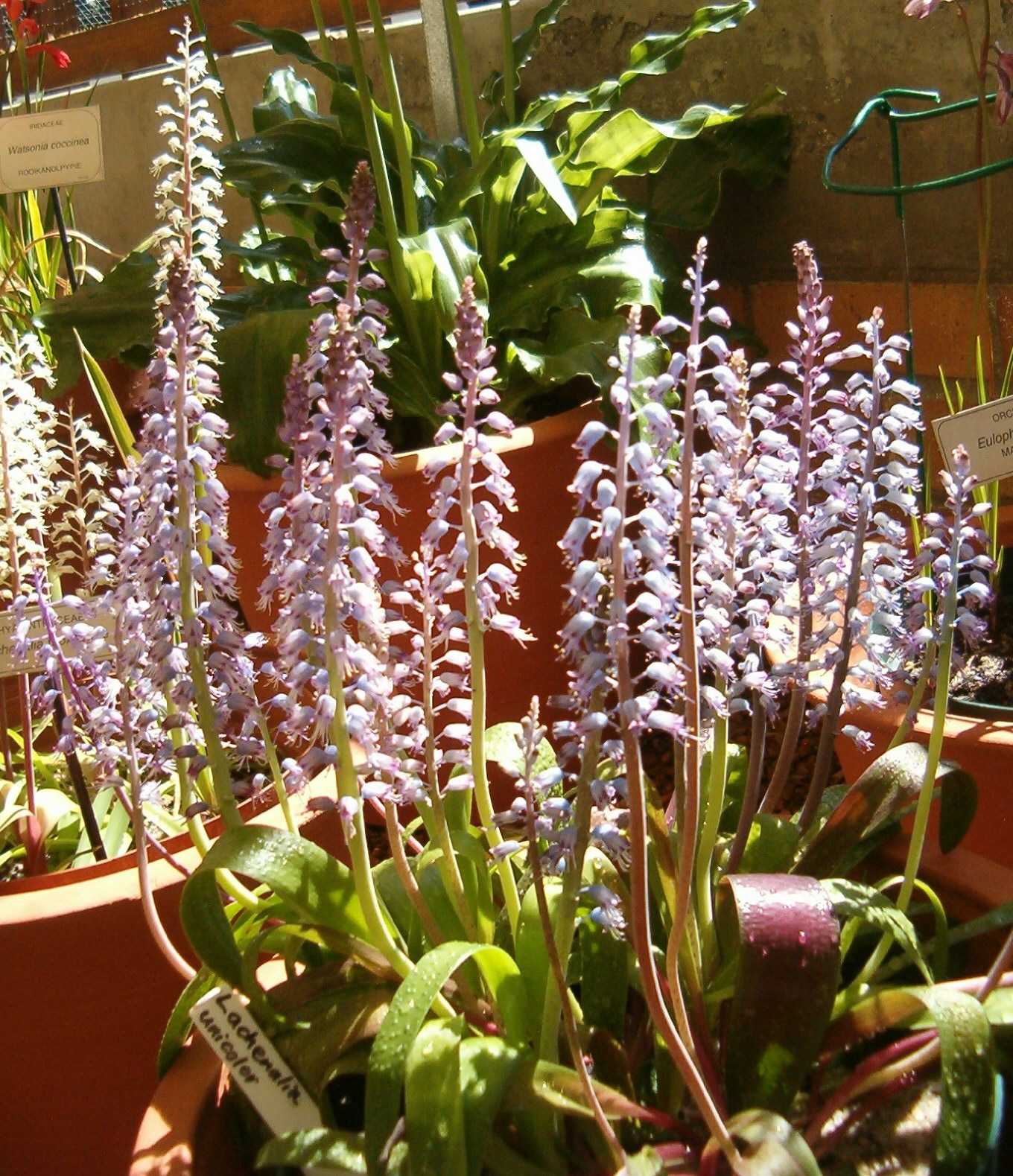
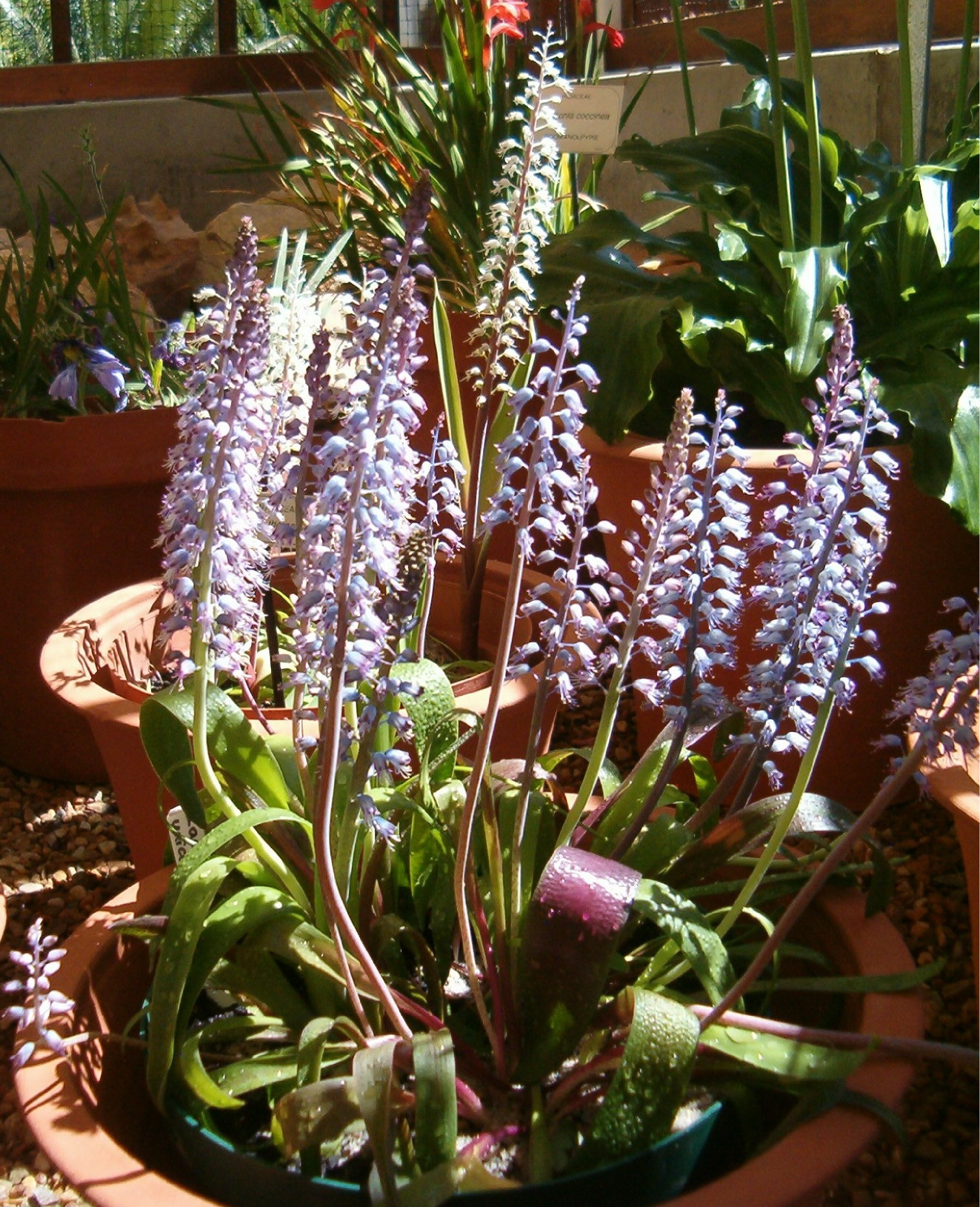